# 鈴木しづ子
鈴木 しづ子（すずき しづこ、1919年6月9日 - 没年不明）は日本の俳人。本名は鎮子。奔放な作風で俳壇を賑わせたが消息不明となり、娼婦俳人、幻の俳人などと呼ばれた。

## 概要
1919（大正8）年6月、東京市神田区三河町生まれ。父の俊雄は日本大学旧工学部卒で間組に勤務する会社員だった。小学校時代には愛知県犬山市に一時在住。東京淑徳高等女学校（現淑徳中学校・高等学校）卒。女子大学（府立高女）への入学に失敗し製図の専門学校に学び、1940（昭和15）年に製図工（インダストリアルデザイナー）として岡本工作機械製作所（その後GHQの接収により東芝車輌となる）に入社。男性名で詩誌に甘美な詩を寄せ、臼田亞浪の俳誌『石楠』に投句。上司の誘いで社内の俳句サークルに参加し、松村巨湫に師事。1943（昭和18）年、巨湫主宰の句誌「樹海」に投句するようになる。戦争中に母の綾子を亡くし、婚約者の戦死を知る。1946（昭和21）年に第一句集『春雷』を刊行。若い女性俳人の句集として話題となる。1948年に55歳の父親が32歳の女性と再婚する。
まだ学生の俳句仲間と恋仲となったが、職場の人物にも求婚され、職場結婚をし妊娠したが堕胎して結婚は1年余りで解消した。岐阜市に住んでいたアララギ派の歌人だった叔母の山田（旧姓：鈴木）朝子を頼って岐阜市に転居し、さらに稲葉郡那加町（現各務原市）に転居。那加町では何回か町内で転居している。鈴木は東京時代にダンスに熱中していたが、1950（昭和25）年より岐阜の歓楽街柳ヶ瀬でダンスホールのダンサーとなり、その後の進駐軍向けキャバレーに勤務。そこで出会った黒人の進駐軍米兵と同棲を始めるが、彼は朝鮮戦争に出兵となり、日本に帰還した時に麻薬常習者となっていた。鈴木は彼の看病を行ったが、彼は母国に帰還し、ほどなく鈴木の元へは彼の死亡の通知が届いた。そうした中で1952（昭和27）年、師・巨湫宛に送られていた未発表作品をまとめた第二句集『指環』が刊行され、週刊誌でも取り上げられる。「樹海」の同人仲間たちが、しづ子にほぼ無断で完成させたものだった。しづ子は出版記念会には姿を現したものの、同年9月15日付の投句を最後に消息不明となる。『指環』は娼婦俳句と蔑まれながらも性の解放の時流にあって高く評価され、世間に『樹海』の存在を強く印象付けた反面、泥に落ちた女というしづ子への烙印を色濃くした。しづ子は恋人の米兵が出征したころから岐阜から巨湫へ毎日俳句を郵送しており、それら大量の未発表句をもとに巨湫は、しづ子の消息不明後も1963年まで『樹海』にしづ子の句を掲載し続けた。
戦中戦後の混乱期を、自らの意志に沿って思いのままに生きた俳人。消息を絶った後は「赤線の娼婦となり、アルコールに溺れた廃人となって自殺した」という噂が流布されていたが、それを示す証拠はない。その生涯は永らくベールにつつまれていたが、江宮隆之の小説『凍てる指－しづ子幻詠』、『風のささやき－しづ子絶唱』（いずれも河出書房新社刊）で解明された。しづ子の映画化を企画していた黒澤エンタープライゼズ所属の川村蘭太（本名・川村義之）は、マイナーな俳句結社であった「樹海」の同人たちがその名を高めるためにしづ子のスキャンダル性を寄ってたかって作り伝説化した可能性を指摘している。川村によるとしづ子の未発表句は7300ほどあったという。

## 代表作
- 好きなものは玻璃薔薇雨駅指春雷
- 夏みかん酢つぱしいまさら純潔など
- 夫ならぬひとによりそふ青嵐
- 娼婦またよきか熟れたる柿食うぶ
- 実石榴のかつと割れたる情痴かな
- 明星に思ひ返へせどまがふなし
- 春さむく掌もていたわる頬のこけ
- とほければ木蓮の道選びけり
- 欲るこころ手袋の指器に触るる
- まぐはひのしづかなるあめ居とりまく
- ダンサーになろか凍夜の駅間歩く
- コスモスなどやさしく吹けば死ねないよ

## 著作
- 第一句集『春雷』（1946年2月10日、羽生書房）
- 第二句集『指環』（1952年3月29日、随筆社）
- 全集『夏みかん酢つぱしいまさら純潔など』（2009年8月21日、河出書房新社）推薦文：椎名林檎